# The Art of Losing
The Art of Losing è il secondo album della band pop punk American Hi-Fi, pubblicato nel 2003 dalla Island Records.

## Tracce
1. The Art of Losing – 3:23
2. The Breakup Song – 2:55
3. Beautiful Disaster – 2:37
4. Save Me – 3:55
5. Nothing Left to Lose – 2:57
6. Teenage Alien Nation – 3:01
7. Rise – 3:11
8. This Is the Sound – 4:11
9. The Gold Rush – 3:38
10. Built for Speed – 2:48
11. Happy – 4:04

Bonus track (Giappone)
1. When the Breeders Were Big – 3:39

## Formazione
- Stacy Jones - voce, chitarra
- Jamie Arentzen - chitarra, controvoci
- Drew Parsons - basso, controvoci
- Brian Nolan - batteria